# Powiat Tsukui
Powiat Tsukui (jap. 津久井郡 Tsukui-gun) – dawny powiat w Japonii, w prefekturze Kanagawa. W 2006 roku liczył 73 619 mieszkańców.

## Historia[2]

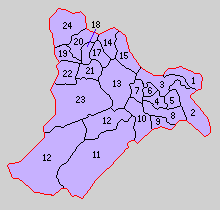
Powiat Tsukui (1–24 – 1889 r.)

W pierwszym roku okresu Meiji na terenie powiatu znajdowało 28 wiosek. Powiat został założony 18 listopada 1878 roku. 1 kwietnia 1889 roku powiat został podzielony na 1 miejscowość Obara, 2 stacje Yose i Yoshino oraz 21 wiosek: Kawashiri, Shōnan, Misawa, Nakano, Ōi, Matano, Mikage, Negoya, Nagatake, Aoyama, Toya, Aonohara, Aone, Uchigō, Chigira, Obuchi, Sawai, Hizure, Nagura, Magino i Sanogawa.
- 1 maja 1909 – w wyniku połączenia wiosek Aoyama, Nagatake i Negoya powstała wioska Kushikawa. (1 miejscowość, 19 wiosek, 2 stacje)
- 1 kwietnia 1913 – Yose i Yoshino zdobyły status miejscowości. (3 miejscowości, 19 wiosek)
- 1 stycznia 1925 – wioska Nakano zdobyła status miejscowości. (4 miejscowości, 18 wiosek)
- 1 lipca 1925 – miejscowość Nakano powiększyła się o teren wiosek Ōi, Matano i Mikage. (4 miejscowości, 15 wiosek)
- 15 lipca 1954 – miejscowość Yoshino powiększyła się o teren wiosek Obuchi i Sawai. (4 miejscowości, 13 wiosek)
- 1 stycznia 1955 – w wyniku połączenia miejscowości Obara, Yose i wiosek Uchigō i Chigira powstała miejscowość Sagamiko. (3 miejscowości, 11 wiosek)
- 1 kwietnia 1955: (4 miejscowości, 4 wioski)
  - w wyniku połączenia wiosek Kawashiri, Shōnan i części wsi Misawa powstała miejscowość Shiroyama.
  - w wyniku połączenia miejscowości Nakano i wiosek Kushikawa, Toya, Aonohara, Aone i pozostałej części wsi Misawa powstała miejscowość Tsukui.
- 20 lipca 1955 – w wyniku połączenia miejscowości Yoshino i wiosek Sanogawa, Nagura, Hizure i Magino powstała miejscowość Fujino. (4 miejscowości)
- 20 marca 2006 – miejscowości Tsukui i Sagamiko zostały włączone w teren miasta Sagamihara. (2 miejscowości)
- 11 marca 2007 – miejscowości Fujino i Shiroyama zostały włączone w teren miasta Sagamihara. W wyniku tego połączenia powiat Tsukui został rozwiązany.